# Plectiscidea cooperator
Plectiscidea cooperator là một loài tò vò trong họ Ichneumonidae.